# 塔雷赫區
塔雷赫區是索馬利亞時期的一個區，位於該國北部的蘇爾州，而蘇爾州實際上由卡图莫政府控制。首府為塔雷赫。

## 外部鏈結
- 塔雷赫區行政區域圖 （页面存档备份，存于）